# English Racing Automobiles

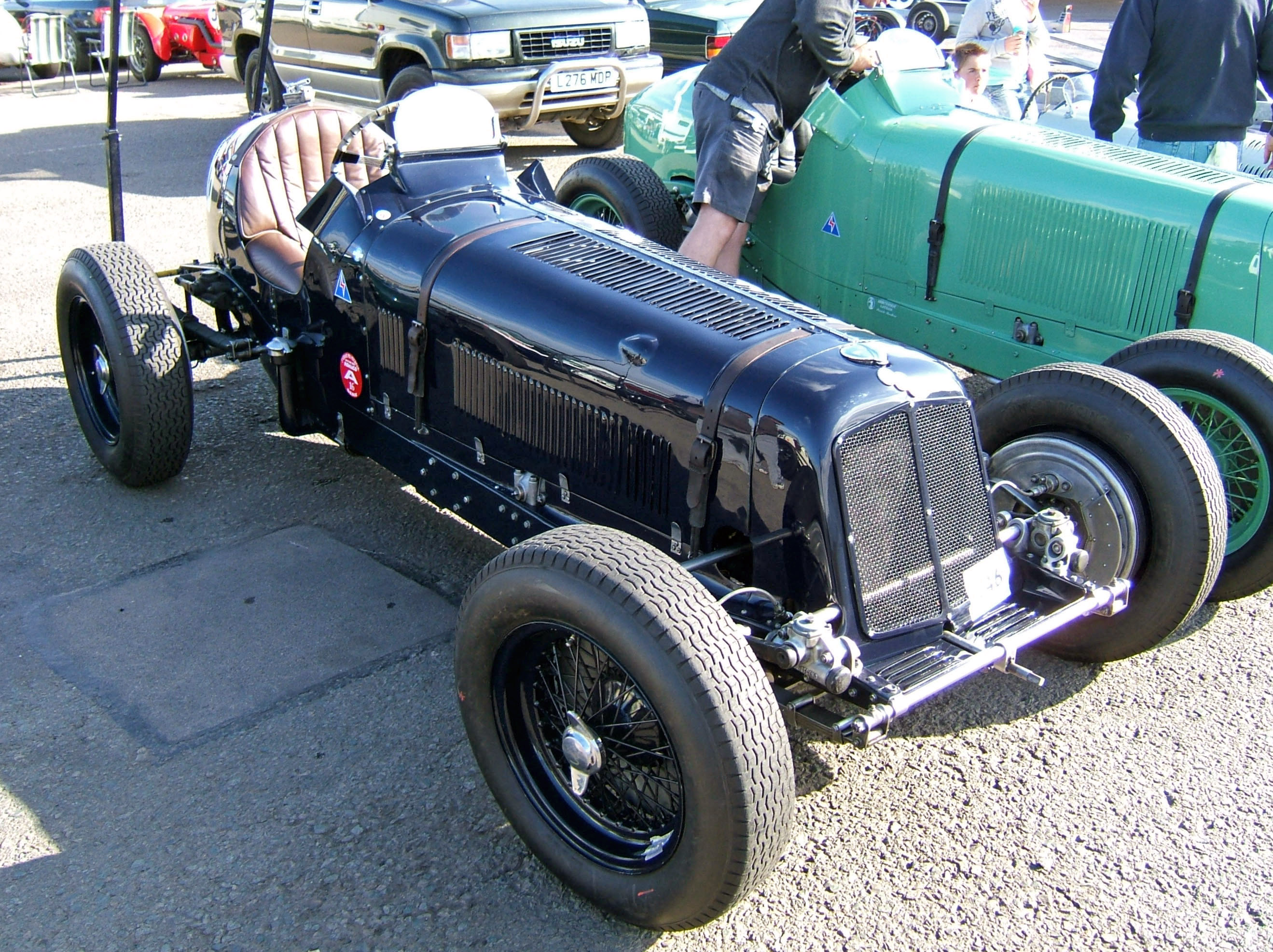
1936 ERA R6B de 1,5 litros, ex - Dudley "Doc" Benjafield

English Racing Automobiles (ERA) foi um fabricante britânico de carros de corrida ativo de 1933 a 1954.

## História pré-guerra
A ERA foi fundada por Humphrey Cook, Raymond Mays e Peter Berthon em novembro de 1933 e estabelecida em Bourne, Lincolnshire, próximo a Eastgate House, a casa da família de Raymond Mays entre a estrada Eastgate e a estrada Spalding. A ambição deles era fabricar e fazer campanha para uma equipe de carros de corrida monolugares capazes de manter o prestígio britânico nas corridas da Europa Continental.
Com o custo de uma corrida de Grande Prêmio proibitivo, eles direcionaram os esforços da ERA para a classe de corridas motorizadas menor voiturette - 1500 cc superalimentada, o equivalente da Fórmula 2 do dia. Humphrey Cook financiou a operação - usando a riqueza do negócio de cortinas da família, Cook, Son & Co., de St Paul's Churchyard, em Londres. Berthon foi responsável pelo design geral dos carros, enquanto Mays se tornou seu principal piloto - já tendo competido com várias outras marcas, incluindo Vauxhall, Bugatti e Riley .
Um novo chassi foi concebido pelo designer britânico Reid Railton (que também projetou com sucesso os carros recordes de velocidade terrestre Bluebird para Malcolm Campbell) e foi construído por Thomson & Taylor em Brooklands. O motor foi baseado na comprovada unidade de seis cilindros Riley, embora tenha sido modificado de várias maneiras significativas. Um virabrequim forjado mais forte com um grande rolamento de rolos central Hyatt foi feito e um cabeçote de cilindro de alumínio inteiramente novo projetado. O motor foi supercharger usando um supercharger projetado por Murray Jamieson que havia trabalhado com Mays e Berthon no  White Riley . O motor ERA foi projetado em torno de três capacidades - uma base de 1488cc para a classe de corrida de 1500cc, uma de 1088cc para a classe de 1100cc e também foi capaz de ser expandido para 1980cc para a classe de 2000cc. Funcionava com metanol e em sua forma de 1500 cc era capaz de produzir cerca de 180–200 bhp e mais de 250–275 bhp na forma de 2.000 cc.
Os irmãos George e Jack Gray fabricaram à mão a carroceria monolugar do novo carro, com um design creditado a um Sr. Piercy que já havia projetado a carroceria para o quebra-recorde Campbell's  Bluebird .

### Tipo A
O lançamento do primeiro ERA — chassis R1A — para a imprensa e o público ocorreu em Brooklands em 22 de maio de 1934 após testes em Syston Park. Após problemas iniciais de manuseio do chassi, que exigiram uma série de modificações, logo a ERA tinha uma fórmula vencedora. No final do ano, as ERAs obtiveram vitórias notáveis contra muitas outras marcas estabelecidas. Em 1935, em uma grande corrida em Nürburgring, os ERAs conquistaram o primeiro, terceiro, quarto e quinto lugares. O carro estava disponível em tamanhos de motor de 1,1 a 2,0 litros. Quatro foram construídos, dois com motores de 1,1 litros sobrealimentados, um de 1,5 e um de 2 litros.
No restante da década, com pilotos do calibre de Dick Seaman na equipe, a ERA dominou as corridas de voiturette.

### Tipo B
Em 1935, a produção do B-Type começou (minimamente alterado). Os modelos A e B foram oferecidos com três tamanhos de motor.
Dois Siam príncipes ese, Chula Chakrabongse e Bira Birabongse, cujo trio de ERAs ficou famoso como "Hanuman", "Romulus" e "Remus", dirigia sua própria equipe, operando em The White Mouse Garage, Hammersmith. O príncipe Chula era o dono da equipe, tendo comprado Rômulo como presente para seu primo, o príncipe Bira, que foi o motorista da equipe.
13 ERAs tipo B foram produzidos, três dos quais foram posteriormente modificados para especificações subsequentes (tipo C ou em um caso tipo D).

### Tipo C

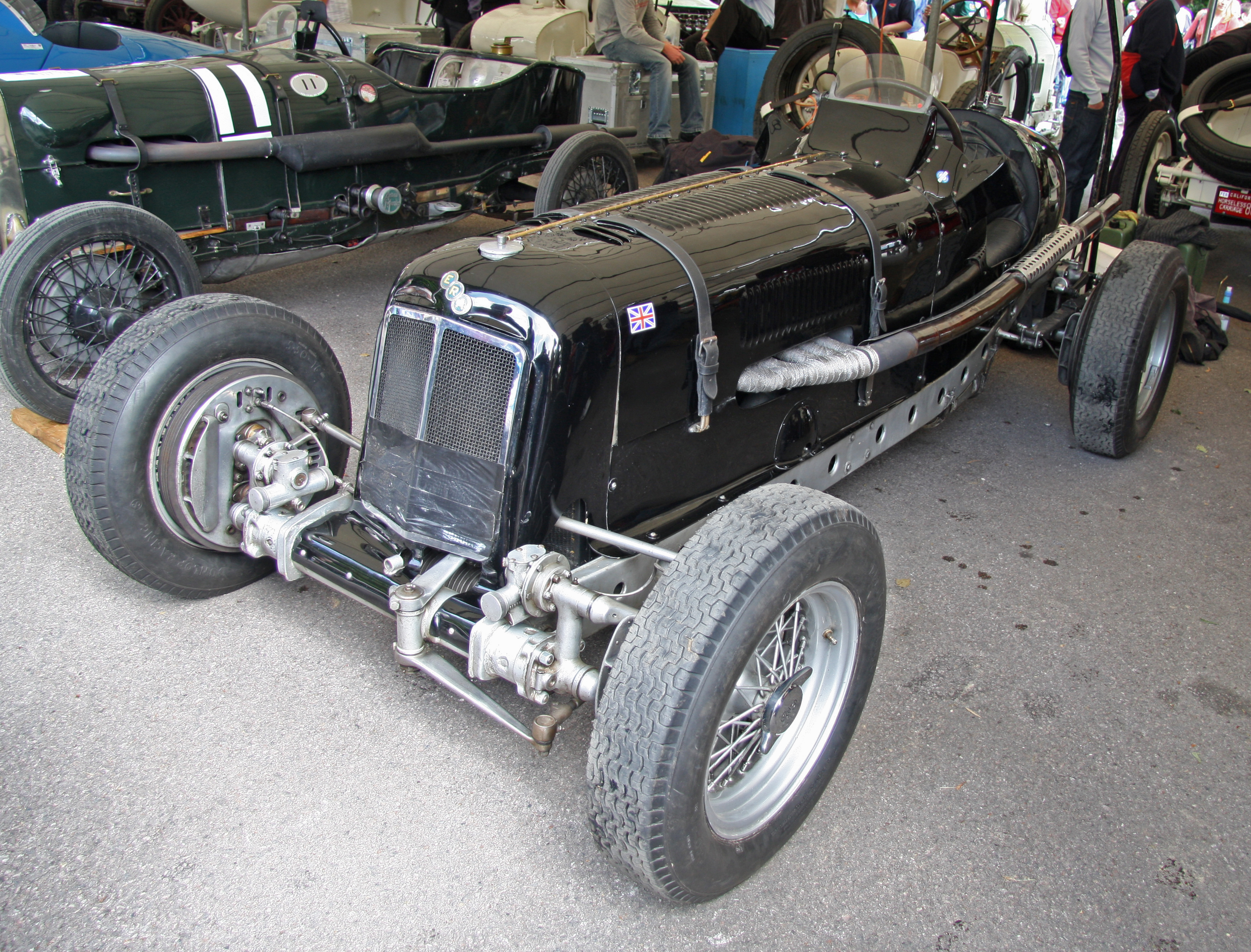
1935 ERA D-Type R4D

1936 viu o surgimento do C-Type. O mesmo chassi de estrutura de escada e carroceria de painel de alumínio foram mantidos nos modelos A e B. No entanto, o modelo C tinha uma gama ligeiramente diferente de motores. Nenhum dos carros de estágio C tinha a opção de motor menor, tendo 1,5 ou 2,0 litros, com uma opção de motor intermediário de 1,75 litro adicionada. Mudanças também foram feitas nos braços de suspensão e controle. Amortecedores hidráulicos foram instalados na suspensão traseira enquanto uma suspensão dianteira completamente nova apareceu, substituindo as molas de lâmina elíptica e amortecedores de fricção por um braço traseiro com barras de torção transversais e amortecedores hidráulicos. Três ERAs tipo B foram modificados para padrão tipo C, carros R4B, R8B e R12B.

### Tipo D
O Tipo D foi a designação para o número R4B ERA após a modificação em 1937. R4B havia se tornado R4C antes de ser modificado para este padrão.

### Tipo E

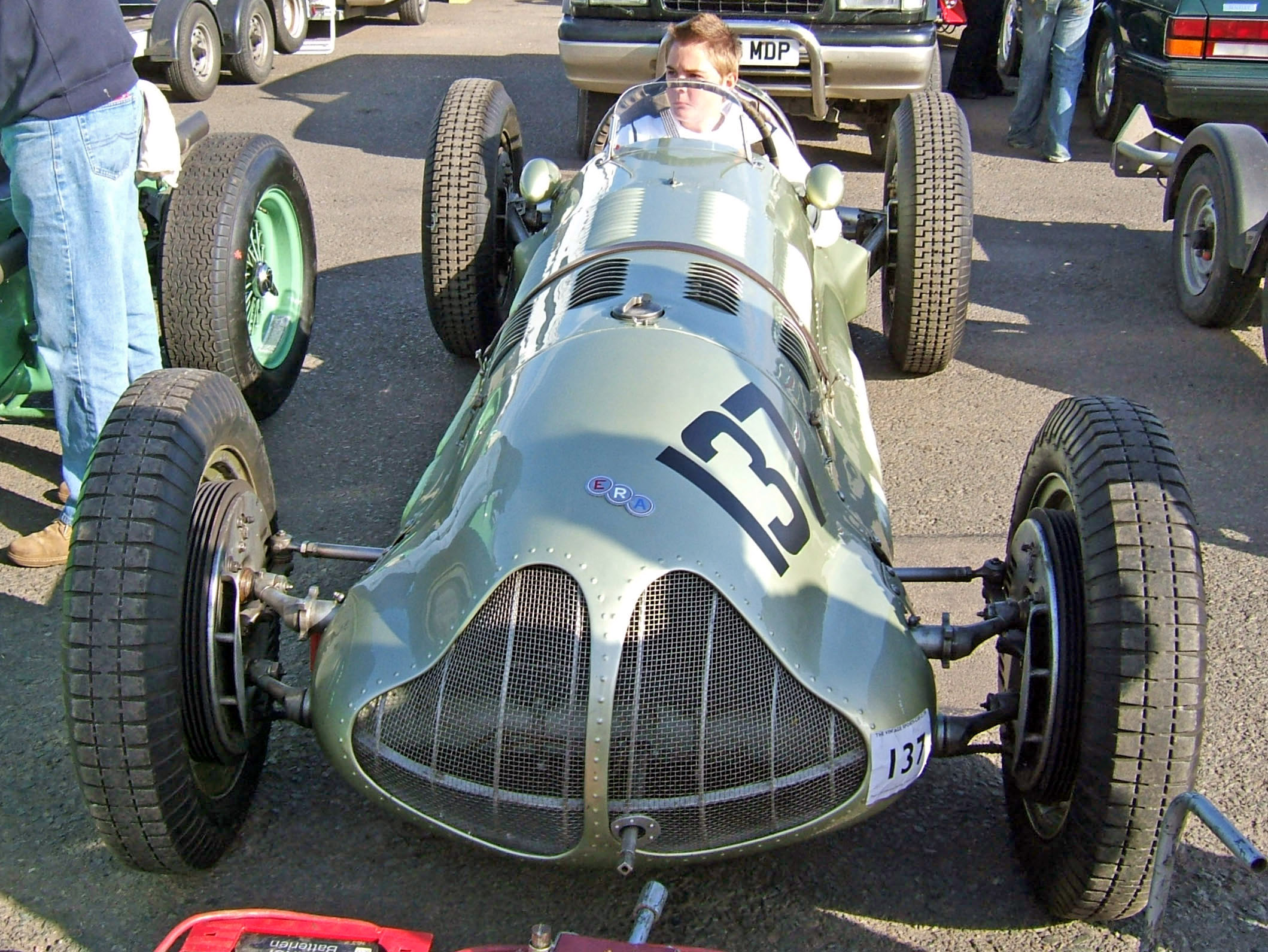
1938 E-Type chassis no. GP1, pilotada por HL Brooke, Leslie Johnson, Reg Parnell, Peter Walker e Peter Whitehead

O mais moderno E-Type ERA apareceu pouco antes da Segunda Guerra Mundial, mas não foi totalmente desenvolvido, com apenas um carro, o GP1, realmente correndo.

## História pós-guerra
A Segunda Guerra Mundial interrompeu as corridas de automóveis na Europa, e o local da equipe Bourne foi vendido para a operadora de ônibus Delaine que ocupava as instalações adjacentes. O edifício original ainda está em uso hoje por Delaine como um bloco de escritórios. Quando as corridas foram retomadas, no final dos anos 1940, Berthon e Mays haviam se mudado para o projeto British Racing Motors (BRM).

### Tipo E
Leslie Johnson Tipo E, GP2, exibido no museu Donington Grand Prix Exhibition
A ERA reiniciou as operações em Dunstable sob nova propriedade em 1947 quando Leslie Johnson comprou a empresa, junto com a ERA E-Type GP2, a segunda de duas construídas em 1939, que tinha foi pilotado por Reg Parnell e Leslie Brooke. Remodelado com um supercharger Zoller e dirigido por Johnson, o GP2 empatou com o Maserati 4CLT de Parnell na volta mais rápida no Troféu do Império Britânico de 1948 e terminou em quinto. Na mesma corrida GP1, atualizado pelos trabalhos com supercharger do tipo Roots projetado por Murray Jamieson e conduzido pelo mecânico de Reg Parnell Wilkie Wilkinson (que supervisionou a modificação dos tipos E ), aposentou-se com uma biela quebrada.
Depois de registrar o tempo mais rápido na sessão de treinos de abertura para o Grande Prêmio da Inglaterra de 1948, Johnson abandonou a GP2 do terceiro lugar na primeira volta quando uma junta universal do eixo motor falhou. Na prática para o Coupe du Salon em Montlhéry ele quebrou o recorde de voltas, mas abandonou a GP2 da corrida com um tanque de combustível quebrado após três voltas.
Em 1949 na Goodwood GP2 quebrou uma junta universal do eixo traseiro na prática, mas Johnson levou o carro para o quinto lugar no Troféu Richmond e terceiro na Chichester Cup. No treino do primeiro dia para a Jersey International Road Race, ele foi o segundo mais rápido na volta recorde de Luigi Villoresi em um Maserati, mas no segundo dia os rolamentos do motor falharam e o carro não correu. No Grande Prêmio da Europa de 1950 do Silverstone, o supercharger se desintegrou após duas voltas.
Enquanto isso, a GP1, dirigida por Fred Ashmore, não conseguiu terminar a Jersey International Road Race de 1948 devido à falta de combustível e à direção defeituosa.
No Troféu Internacional de 1949 BRDC /  Daily Express , Peter Walker levou a GP1 a 1,2 segundos do Maserati de Giuseppe Farina na prática e terminou em quinto lugar na corrida, apesar dos problemas de caixa de câmbio e direção, um radiador com vazamento e o escapamento queimando o pé do piloto. Walker foi o mais rápido nos treinos para a corrida de rua Wakefield Trophy da Irlanda, mas um freio arrancado o forçou a seguir pela estrada de fuga na primeira curva. Aqui a corrida da GP1 terminou quando foi atingida por um Alta que já havia colidido com o Maserati 4CL de Salvadori.
Finalmente, em 1950, a GP1 foi destruída por um incêndio em um acidente na corrida do Troféu do Império Britânico na Ilha de Man, causado por falha do eixo de transmissão quando o carro estava em alta velocidade com Walker ao volante.

### Tipo G
O 2 - lit G-Type correu no Campeonato Mundial de 1952, a primeira temporada a ser disputada sob as regras da Fórmula Dois. O design fundamental foi estabelecido por Robert Eberan-Eberhorst, um dos principais teóricos do design de carros de corrida do mundo, que substituiu Ferdinand Porsche na União Automóvel e projetou o carro de Grande Prêmio da  Auto Union Type D. Seu protegido e sucessor David Hodkin completou o design do Tipo G. A estrutura foi construída com dois tubos longitudinais de magnésio com quatro travessas. A suspensão era por fúrcula dupla com molas helicoidais na frente e tubo de Dion na parte traseira. O carro era movido por um motor Bristol com modificações de acordo com as especificações de Hodkin.
Stirling Moss dirigiu, mas o motor não era confiável e os resultados da corrida foram decepcionantes. Moss disse: "Foi, acima de tudo, um projeto que fez muito barulho sobre fazer muito pouco. A essa altura, eu estava muito desiludido com a abordagem do Professor Inteligente ao design de carros de corrida. Eu acabaria aprendendo que mesmo o mais brilhante O conceito pode falhar se a equipe em questão não tiver força de trabalho, organização e dinheiro para desenvolver os bugs inevitáveis a partir dela. "
Johnson vendeu o projeto para Bristol - que usou o carro como base para um ataque em Le Mans que lhes traria várias vitórias em classes em meados da década de 1950 - e focou a empresa em pesquisa e desenvolvimento ( P&D). Ele acabou vendendo a Zenith Carburettor Ltd, que era então adquirido pela Solex, outra empresa carburador.

### Projeto do chassi para o Jowett Jupiter
Em 1949, von Eberhorst, trabalhando para a ERA, projetou o estrutura do espaço chassi para o Jowett Júpiter.

### Legado
Embora renomeada como  Engineering Research and Application Ltd , e ainda principalmente uma operação de P&D, a ERA ainda fez uma pequena quantidade de preparação para a corrida. Na década de 1980, nomeou-se como ERA Mini Turbo, uma versão turboalimentada do Mini.

## Hoje

### ERAs em competição
A grande maioria das ERAs pré-guerra ainda existem e têm proveniência contínua e verificável. Eles ainda competem em eventos históricos, apesar de o mais jovem ter quase setenta anos. Os carros estão particularmente associados ao Shelsley Walsh hillclimb graças em grande parte a Mays, que ganhou os dois primeiros British Hill Climb Championship s em 1947 e 1948; de fato, por muitos anos, um ERA detém o recorde de morro para um carro antes da guerra.

### Exposição de maio
Há uma exposição permanente sobre a contribuição de Raymond Mays para o automobilismo, incluindo seus dias de ERA, no centro histórico da Bourne Civic Society em Bourne. Está aberto nas tardes de fim de semana e feriados.

### Marca registrada ERA
A marca registrada ERA atualmente é propriedade da Tiger Racing 